# Реслманія XI
«Реслманія» (англ. «WrestleMania», в хронології відома як «Реслманія XI») була одинадцятою Реслманією в історії. Шоу проходило 2 квітня 1995 року у Хартфорді в Хартфорд Сивик Центр. Головна подія цього шоу, матч колишнього півзахисника НФЛ Лоуренса Тейлора потрапив на перші сторінки всіх американських ЗМІ. Шоу коментували Вінс Макмегон і Джеррі «Король» Лоулер.
У числі знаменитостей на цій Реслманії були Кен Нортон Молодший, Карл Бенкс, Рікі Джексон, Стів Макмайкла, Реджі Уайт, Кріс Спайлмен Лоуренс Тейлор, Памела Андерсон, Джонатан Тейлор Томас, Дженні Маккарті, Ніколас Туртурро, Salt-n-Pepa, і  Ларрі Янг.